# نظریه‌های توطئه در ایران
نظریه‌های توطئه در ایران مجموعه باورهایی است که جریان تاریخ و سیاست ایران را به دسیسه‌های قدرت‌های خصم بیگانه و سازمان‌های سری نسبت می‌دهد. بسیاری از نظریه‌های توطئه مبتنی بر دوگانه ساده‌ای هستند که در آن جهان بین نیروهای خیر و شر تقسیم می‌شود که شر جریان تاریخ را تعیین می‌کند.
جامعه شناسان نظریه‌های توطئه در ایران را به دو دسته کلی تقسیم می‌کنند. یکی نظریه‌های توطئه با محوریت سه قدرت برتر جنگ جهانی (روس و انگلیس و آمریکا) و دیگری توطئه دشمنان تاریخی ایران که از زمان تأسیس ایران توسط ایرج به دسیسه چینی علیه ایران مشغول بوده‌اند.

## پیشینه
تئوری‌های توطئه اغلب نقش اجتماعی مهمی را بازی می‌کنند؛ مثلاً برخی اضطراب‌ها را در میان اعضای گروه آرام می‌کنند ولی در عین حال ظرفیت گروه را برای پاسخ کارا به چالش‌های سیاسی و اجتماعی داخلی و خارجی محدود می‌کنند. به‌طور خاص از ابتدای قرن بیستم، ایرانیان با هر پیشینه و گرایش عقیدتی بر نظریه توطئه به عنوان طریقه‌ای اولیه برای فهم سیاست و تاریخ تکیه کرده‌اند. این واقعیت که قدرت‌های بزرگ به صورت مخفی در امور ایرانیان دخالت نموده‌اند، موجب شده تا مردم عادی، رهبران سیاسی و حتی خود حاکمان تاریخ را بر اساس تئوری‌هایی استادانه و گمراه‌کننده‌ای توضیح دهند. به گفته زاهد غفاری هشجین، باید میان توطئه و تئوری توطئه تفاوت قائل شد، زیرا توطئه یک عمل عینی و واقعی و نیز ابزاری در خدمت سوءاستفاده توطئه‌گران است، اما تئوری توطئه آن روشی تبیینی و ذهنی است که بر مبنای پنداری گاهی بی‌پایه از نقش توطئه‌گران در ذهن توطئه‌اندیشان برای تجزیه و تحلیل پدیده‌ها و رخدادها شکل می‌گیرد.

### تمایل ایرانیان برای نظریه‌های توطئه
رواج نظریه‌های توطئه در بین ایرانیان ناشی از ترکیبی از عوامل سیاسی، اجتماعی-روانی و فرهنگی است. دخالت پرشمار خارجی در دوره شبه‌استعمارشدگی در اوایل قرن بیستم و سیاست‌های قدرت‌های بزرگ در دهه‌های ۱۹۸۰–۱۹۴۰؛ میراث باورهای فرهنگی عمیقاً ریشه دار پیش از اسلام و شیعه دربارهٔ نیروهای شیطانی و مؤثر بودن چنان نظریاتی به عنوان یک سازوکار دفاع جمعی، به خصوص در دوره‌های بی‌قدرتی، شکست و ناآرامی سیاسی از جمله عوامل دست یازیدن ایرانیان به نظریات توطئه بوده‌اند. از دیگر جنبه‌های فرهنگی در بین ایرانیان که زمینه را برای نظریه‌های توطئه مهیا می‌کند اعتقاد به قضا و قدر و گریزناپذیری از سرنوشت است. همچنین مسئله ظاهر و باطن و اعتقاد به اینکه «هیچ چیز آن‌طور که به نظر می‌رسد نیست» از جمله مؤلفه‌های فرهنگی اعتقاد به نظریه توطئه بیان می‌شود. اعتقاد به اینکه یازده امام از دوازده امام شیعه به علت توطئه خلفا کشته شده‌اند و مجاز بودن تقیه که در اصل به شیعیان اجازه می‌داد تا در شرایط خاصی عقایدشان را پنهان کنند اما در عمل تقیه کاربردی گستره‌تر یافته است. صادق زیباکلام معتقد است در ایران نظریهٔ رایج تئوری توطئه نوین، ریشه در اندیشه‌های مارکسیستی و نئومارکسیستی ایرانی‌ها دارد. بسیاری در ایران به شدت دچار توهم توطئه می‌باشند. از دیدگاه آنان هر اتفاقی، حتی بی‌اهمیت‌ترین اتفاقات برخاسته از تبانی و توطئه‌چینی قدرتهای خارجی است و دستهای پنهان پشت پرده آن را ترتیب داده‌اند.

#### توهم توطئه
احمد اشرف ترجمه فارسی توهم توطئه را برای این واژه در جامعه‌شناسی پیشنهاد داده است. چرا که توطئه دربرداشت علمی نظریه‌ای فرض می‌شود قابل اثبات یا رد اما در برابر توهم‌باوری است که در اثر اعتقاد راسخ و جزمی به درست بودن توطئه شکل می‌گیرد و لذا قابل رد یا اثبات نیست.

## تئوری‌های توطئه به محوریت قدرت‌های استعماری

### انگلستان
با آنکه نظریات توطئه در مورد همه قدرت‌های غربی در ایران وجود داشته است، آن‌هایی که به محور انگلستان بوده‌اند در بین قشر حاکم و طبقه متوسط که پیش از جنگ جهانی دوم به دنیا آمده‌اند از همه معمولترند. در این نظریات فرض کلی بر این است که بریتانیا جریان تاریخ جهان مدرن را کنترل می‌کند و این شامل همه حوادث عمده از زمان جنگ‌های ایران و روس در اوایل قرن نوزدهم تا انقلاب اسلامی در سال ۱۹۷۹ می‌شود. انگلیسی‌ها به صورت موجوداتی سنگدل و مکّار تصویر شده‌اند که سر دشمنانشان را حتّی با پنبه هم می‌توانند ببرند؛ به این معنی که سیاست انگلیسی نیرویی شبیه به معجزه دارد که می‌تواند به مقاصد خود برسد. در مورد آن‌ها گفته می‌شود که انگلیسی‌ها «روس‌های ساده لوح» و «یانکی‌های بی‌غش» را فریب داده‌اند. باید توجه داشت که این مفاهیم متأثّر از نظریه‌های توطئه خارجی ترویج شده از قرن هجدهم در فرانسه و آلمان هستند؛ ولی در ایران دیرتر و توسط دانشجویان از فرنگ برگشته شایع شدند. تبلیغات روس‌ها، آلمان‌ها و ترک‌های عثمانی علیه انگلیسی‌ها در اواخر قرن نوزدهم و اوایل قرن بیستم، نیز ترس از سرویس مخفی انگلیس را افزایش داد.
باور غالب در ایران این است که انگلیس رضا شاه را در ایران سر کار آورد تا نقشه‌هایش را پیاده کند. از جمله اینکه گفته می‌شود راه‌آهن سراسری که در زمان رضا شاه ساخته شد برای این بود که در جنگ جهانی دوم انگلیسی‌ها از آن استفاده کند. همچنین مرگ حامیان اصلی شاه به نام عبدالحسین تیمورتاش و نصرت الدوله فیروز که گفته می‌شود به دستور خود رضا شاه کشته شدند و علی‌اکبر داور که خودکشی نمود به نقشه انگلیسی‌ها نسبت داده می‌شود. انگلیسی‌ها همچنین متهم به تأسیس حوزه علمیه در قم با پشتیبانی مخفی رضا شاه در اوایل دهه ۱۹۲۰ هستند تا از نفوذ کمونیزم جلوگیری کنند. از آن طرف، بسیاری از علمای دینی بر این باور هستند که این انگلیسی‌ها بودند که پشت سر سیاست محدود کردن فعالیت‌های مذهبی در قم قرار داشتند.
در دهه ۶۰ لیندن لاروش از توطئه پردازان چند کتاب و مقاله منتشر کرد و در آن مقامات بلندپایه آمریکا را ستون پنجم انگلیس خواند که به دستور انگلیس انقلاب اسلامی را در ایران طراحی کرده‌اند. این نوشته‌ها گرچه تأثیری در آمریکا نداشت در ایران به شدت مورد پذیرش قرار گرفت. این سوظن قدیمی که علما به‌طور تاریخی سر و سرّی با پول هندی و با انگلیس دارند باعث ایجاد این باور در برخی نخبگان و سیاست‌مداران قدیمی شد که حتّی خمینیِ ضّدغرب هم عامل انگلیس است. برخی نظریه پردازان توطئه بر این باور بودند که انگلیسی‌ها پشت سر انقلاب ایران هستند چرا که شاه در جهت خواسته‌های آمریکایی‌ها عمل می‌کرد. برخی دیگر مدّعی بودند توطئه‌گر اصلی هفت خواهران نفتی است که انگلیس در آن نفوذ دارد.

### آمریکا
پس از کودتای سازمان سیا در ۲۸ مرداد و سرنگونی دولت مصدق، پای آمریکا به نظریه‌های توطئه باز شد. این باور به‌طور وسیعی وجود داشت که انقلاب سفید و اصلاحات ارضی شاه توسط آمریکایی‌ها با هدف تشویق بیشتر توسعه سرمایه‌داری وابسته ایران، تضعیف بخش کشاورزی، و مهاجرت انبوه به شهرها طراحی شده؛ این در حالی بود که مقامات آمریکایی موافق اصلاحات ارضی متعادل‌تری از آنچه شاه اعمال نموده بود بودند. چپ گرایان و بسیاری از افراد طبقه متوسط بر این باور بودند که اصلاحات ارضی برای جلوگیری از نفوذ انگلیسی‌ها از طریق زمین‌داران است.
مهم‌ترین مجموعه از نظریه‌های توطئه در مورد آمریکا اما آن‌هایی است که می‌گوید انقلاب ایران توسط دولت جیمی کارتر طراحی شد تا از جنوب سد راه نفوذ اتحاد جماهیر شوروی شود، یا از تبدیل شدن ایران به یک قدرت منطقه‌ای جلوگیری کند. حتّی در بین چپگرایان ادعا می‌شود انقلاب و گروگان‌گیری نتیجهٔ دسیسهٔ بین روح‌الله خمینی ایران و رونالد ریگان بود تا باعث شکست جیمی کارتر در انتخابات شود؛ ماجرای ایران–کنترا به عنوان گواهی بر این مسئله گرفته می‌شود. بسیاری از چپگرایان بر این باورند که غرب، به رهبری آمریکا، به گروه خمینی اجازه داد انقلاب را «بدزدند» تا چپ انقلابی را سرکوب کنند و ایران را تحت نفوذ غرب نگه دارند. مائوئیست‌های ایرانی از سوی دیگر، مدعی توطئه ای بین آمریکا و شوروی اند؛ برخی شان تا آنجا پیش می‌روند که کل سیاست جمهوری اسلامی را ترتیب داده شده از سوی آمریکا و بریتانیا برای حفاظت از منافع نظام سرمایه‌داری جهانی اعلام کنند.
بسیاری از سلطنت طلبان به عنوان برهان برای این نظریه به دو مورد شواهد به زعم آنها متقن اشاره می‌کنند، مأموریت سری ژنرال رابرت هایزر به ایران در ژانویه ۱۹۷۹، که به باور آنها برای بی‌اثر کردن نیروهای مسلح ایران انجام شد، و نشست گوادلوپ در ۱۴ ژانویه ۱۹۷۹، که به اعتقاد آنان قدرت‌های غربی در آن تصمیم به جایگزینی شاه با یک حکومت اسلامی گرفتند. شاه نوشت «به گمان من، در کنفرانس گوآدلوپ، فرانسه و آلمان با پیشنهاد انگلیس و آمریکا، با اخراج من موافقت کردند. کنفرانس گوآدلوپ به منزله «یالتای خاورمیانه» بدون حضور شوروی بود.» او همچنین از سپهبد ربیعی، فرمانده نیروی هوایی شاهنشاهی نقل قول می‌کند «ژنرال هایزر شاه را همچون یک موش مرده از کشور بیرون انداخت.» برخی ایرانیان حتی اشغال سفارت آمریکا در ایران در سال‌های ۱۳۵۸–۵۹ را نیز با هدف فراهم آوردن پیش زمینه ای برای دولت کارتر برای مسدود کردند ۱۴ میلیارد دلار دارایی‌های ایران در آمریکا می‌دانند. بنا به گفته شاه، وقایع ایران و افغانستان شواهد توطئه بزرگ روس‌ها و آمریکایی‌ها بود تا از طریق آن «جهان را بین خود تقسیم کنند.»

#### آژانس اطلاعات مرکزی
کودتای ۲۸ مرداد ۱۳۳۲ پیامدهایی پردامنه در دیگر نقاط جهان داشت. این واقعه، سیاستمداران آمریکایی را به این جمع‌بندی رساند که دولت‌های مسئله‌ساز در دیگر مناطق جهان را به سادگی می‌توان سرنگون کرد. در سال‌های بعد از این واقعه، سازمان سیا کودتاهایی بسیار مشابه را در گواتمالا، اندونزی و شیلی برنامه‌ریزی کرد. این وضع، بسیاری را به این گمان سوق داد که ایالات متحدهٔ آمریکا در حال طراحی کودتا در جای جای جهان است. با سقوط دولت‌های مختلف توسط ارتش‌ها در هر نقطه جهان (اعم از کنگو، برزیل، آرژانتین، ویتنام جنوبی، عراق یا پاکستان) سوءظن‌ها به‌طور خودکار معطوف به سازمان سیا می‌شد. ایالات متحدهٔ آمریکا که در دهه‌های گذشته تمایل داشت خود را سردمدار لیبرال دموکراسی نشان دهد، به شکلی فزاینده با دیکتاتوری نظامی اقتدارطلب و راستگ‌را پنداشته شد.
ایرانی‌های چپ‌گرا نظریهٔ توطئه‌ای را دربارهٔ ایالات متحده پروراندند، مبنی بر اینکه ایالات متحده به دنبال وابسته‌ماندن ابدی کشورهای جهان‌سومی است. سرمایه‌دارهای غربی و مأمورین ایرانی آن‌ها در طبقهٔ متوسط جامعه پشت تمامی توطئه‌ها، کودتاها، جنگ‌های منطقه‌ای و غیره هستند.

### روسیه
در سال ۱۷۹۵ مهاجران لهستانی برای تحریک مردم فرانسه علیه روسیه، سندی را جعل نمودند با نام «وصیت‌نامه پطر کبیر». اعتقاد به درستی این سند به سرعت در میان ایرانیان ضّدروس شایع شد. بر اساس این وصیت‌نامه، روسیه دو هدف را مخفیانه دنبال می‌کرد: یکی تحت انقیاد درآوردن اروپا، و دیگری فتح ایران و دست‌یابی به آب‌های خلیج فارس.
در اوایل دهه پنجاه میلادی، سازمان سیا سندی جعلی منسوب به ابوالقاسم لاهوتی - شاعر و رهبر یک انقلاب شکست‌خورده - را منتشر نمود که در اتحاد جماهیر شوروی زندگی می‌کرد. نویسندهٔ این سند، از مشاوران سیا با نام دونالد ویلبر در این اثر مدعی شده بود که لاهوتی برای رهبری ایران تحت سلطه روسیه نامزد شده بود. این سند اشاره کرده بود که روس‌ها قصد دارند همهٔ استان‌های شمالی ایران را ضمیمهٔ خاک خود کنند.
افزون‌براین، حادثه گروگان‌گیری سفارت آمریکا نیز گاهی به گردن توطئهٔ مشترک انگلیس و روسیه انداخته می‌شود.

## شاه و سلطنت‌طلب‌ها
پادشاهان پهلوی که خودشان نیز در مظان توهم توطئه بریتانیا قرار داشتند، بسیاری از حوادث ایران و جهان را به آن سیاست منتسب می‌کردند. رضا شاه به حد افراط به انگلیسی‌ها سوظن داشت و همهٔ بدی‌های دنیا را از انگستان می‌دانست. حتی سوظنش به پسرش محمدرضا هم متوجه شد و فکر کرد که با انگلیسی‌ها کار می‌کند. محمدرضا، رفیقی سوئیسی به نام ارنست پرون داشت که او را برای کسب خبر از وضع رضا شاه به ژوهانسبورگ فرستاده بود. رضا شاه به اطرافیانش گفت: «حالا این پسره را فرستادند بیاید اینجا، معلوم است از کجا آب می‌خورد…» می‌گفت: «همهٔ این‌ها را انگلیسی‌ها تدارک می‌بینند.» به پسرش سوظن داشت. می‌گفت که دست انگلیسی‌ها است.
محمدرضا شاه نیز مانند پدرش، هم به سیاست انگلیس سخت ظنین بود و هم از آن وحشت داشت. امیراسدالله اعلم در خاطراتش می‌گوید: «شاه قلباً سوظن عجیبی به انگلیسی‌ها دارند و همه اتفاقات را خیال می‌فرمایند اینها دست دارند. در صورتی که من آن‌ها را خیلی خاک بر سرتر و بدبخت‌تر از آن می‌دانم که حالا بتوانند این کارها را بکنند. بر عکس فکر می‌کنم آمریکایی‌ها هم احمق و پر قدرت و هم ساده لوح هستند و ممکن است این جور مداخلات بکنند و می‌کنند.»
در مورد لو رفتن کودتایی که سازمان امنیت در عراق تدارک دیده بود، شاه می‌گوید: «فکر می‌کنم انگلیسی‌ها ما را لو دادند. آن‌ها این‌جا از جریان مطلع شدند و چون حسن‌البکر ولو به ظاهر به آن‌ها فحش می‌دهد، نوکر آن‌ها است، مطلب ما را به آن‌ها گفته‌اند». حتی هنگامی که دولت سوئیس به سبب تظاهرات دانشجویان و ملاحظات امنیتی از پذیرفتن شاه اکراه داشت، فکر می‌کند که «تحریکی از طرف انگلیس، آمریکا، روس یا فرانسه در بین است». هنگامی که علم به عرض می‌رساند که هیچ تحریکی در کار نیست و «آنها فقط به منافع خود نگاه می‌کنند، نمی‌خواهند در کشورشان جنجال راه بیفتد»، حرف‌های علم را باور نمی‌کند. دامنه این سوظن حتی به نهضت ملی کردن نفت نیز می‌رسد. شاه می‌گوید: «ما همیشه این سوظن را داشتم که مصدق عامل انگلیس‌ها است، سوظنی که تظاهرات آتی او به عنوان یک ناسیونالیست ضدانگلیسی در آن نقصانی به‌وجود نیاورد. پدرم به‌طور قطع از مدت‌ها قبل نسبت به ارتباط او با انگلیسی‌ها مشکوک بود و به همین دلیل نیز او را در سال ۱۳۱۸ به اتهام جاسوسی برای انگلیس بازداشت کرد. ناسیونالیزم منفی مصدق… برعکس باعث افزایش بیش از پیش انگلیسی‌ها بر سیاست‌های ملی ایران گشت».
گفتگوهای خصوصی شاه با مشاور و دوست قدیمی اش اسدالله اعلم نیز آشکارا نشان دهنده این امر است. او متقاعد شده بود که بریتانیا از طریق حزب توده، روحانیون عالی‌رتبه از جمله خمینی و رژیم بعث عراق فعالیت می‌نماید. به همین نسبت وی اعتقاد داشت که روس‌ها در جریان ناآرامی‌های دانشجویی ایران دست دارند و شرکت‌های نفتی، سازمان‌های چریکی مسلمان و مارکسیست را در برابر رژیم وی تحریک می‌کنند. او همچنین به این مسئله مظنون بود که یک «نیروی پنهان» ایالات متحده آمریکا را تحت کنترل قرار داد، کندی و هر کس دیگری که در برابر آن قرار گرفت را به قتل رساند.
شاه هنگامی که دربارهٔ انقلاب سال ۱۳۵۷ بحث می‌کند مدعی می‌شود که سرنگونی او توسط «ترکیب عجیبی» از نه تنها روحانیون، حزب توده و شرکای نفتی، بلکه توسط رسانه‌های غربی و نیز کابینه‌های کارتر و تاچر صورت گرفت. پس از انقلاب لطیفه‌ای بین سلطنت طلب‌ها وجود داشت که اگر ریش خمینی را بتراشی، حکاکی «Made in Britain» را می‌توان یافت.
بر اساس دیدگاه شاه، بریتانیا به دلیل علاقه‌مندی به «سرک کشیدن در هر کاری» در ایجاد حزب توده دست داشت. تلاش برای ترور او در سال ۱۳۲۸ توطئه‌ای بود که مشترکاً توسط حزب توده، روحانیون «محافظه‌کار افراطی» و انگلیسی‌ها که دختر باغبان سفارت‌شان دوست‌دختر تروریست بود، و «دوست دارند نخود هر آشی بشوند»، به اجرا درآمد. مصدق نیز با وجود «ژست مردمی» خود، یک عامل انگلیسی بود و به این دلیل با پست نخست‌وزیری در زمان جنگ جهانی دوم موافقت کرده‌بود که تأیید ارباب خود را گرفته بود. شاپور بختیار (آخرین نخست‌وزیرش) نیز عامل شرکت بریتیش پترولیوم بود.
در سال ۱۹۵۷/۱۳۳۶ رژیم شاه احتمالاً با کمک سیا، یک کتاب تبلیغاتی را در سطح وسیع و همراه با بوق و کرنا علیه حزب توده منتشر کرد و به‌طور ضمنی به این نکته اشاره کرد که روس‌ها دریافتند که جامعه مسیحی در ایران زمینه مساعدی برای استخدام جاسوس و نیروی مخالف رژیم است. شاه در مذاکره خصوصی با یک حقوقدان آمریکایی فعال در زمینه حقوق بشر، در آستانه انقلاب استدلال کرد که مطبوعات غربی تحت کنترل یهودیان است و اینکه از وقتی او شروع به حمایت از فلسطینی‌ها کرد، در مسائل مربوط به ساواک مورد انتقاد شدیدی قرار گرفت. همچنین جزوه‌ای مربوط به سلطنت طلب‌ها که سال ۱۳۵۸ / ۱۹۷۹ به چاپ رسید، معتقد است که خمینی «که نمی‌تواند فارسی را به خوبی صحبت کند» توسط توطئه بین‌المللی مخوفی به قدرت رسید. در این توطئه نه تنها شرکت‌های نفتی، بلکه کمونیست‌ها، ابرقدرت‌ها، فراماسون‌ها و شرکت‌های غربی مخالف صنعتی شدن ایران و نیز صهیونیست‌ها، که ۷۰ درصد سرمایه‌گذاری‌ها را در اختیار دارند، نقش داشتند.

### انقلاب ۱۳۵۷

به ادعای یرواند آبراهامیان، پاسخ به تاریخ محمدرضا شاه پهلوی، سرشار از پارانویا (سوظن) است.

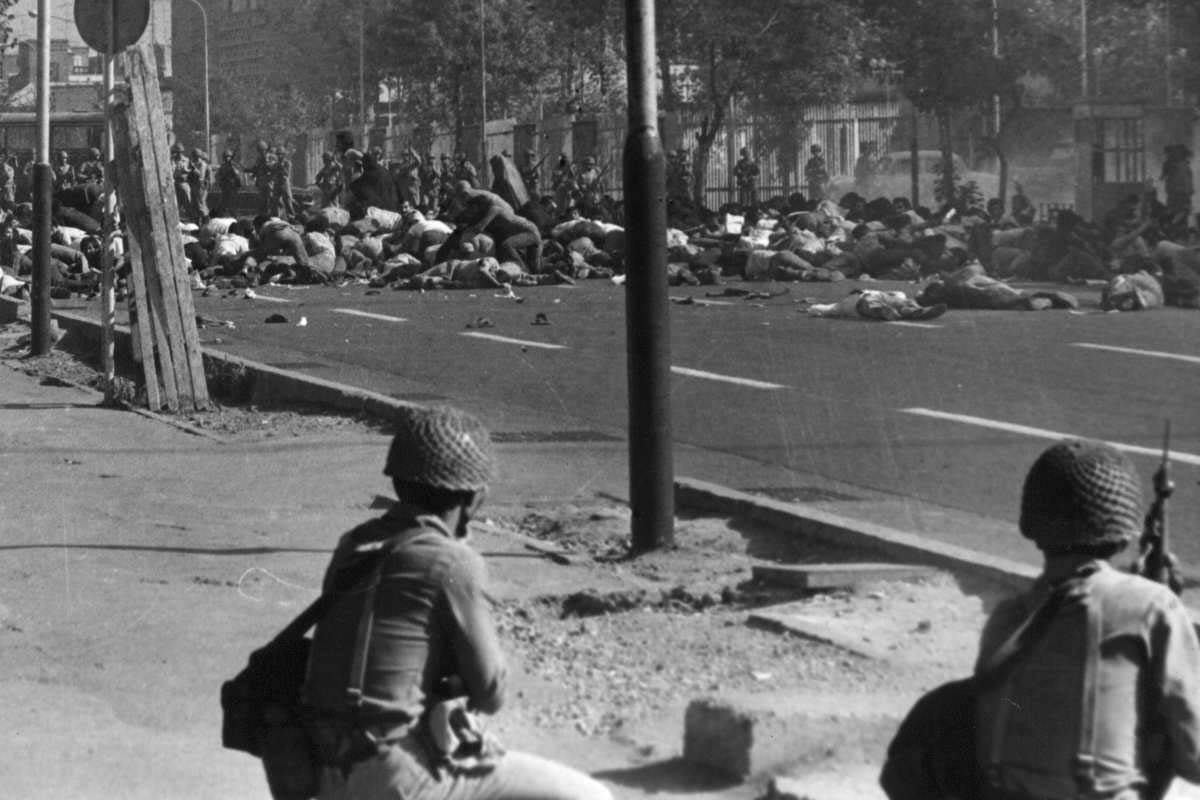
شجاع الدین شفا معتقد بود که رویداد کشتار ۱۷ شهریور، توطئه فلسطینی‌ها است.

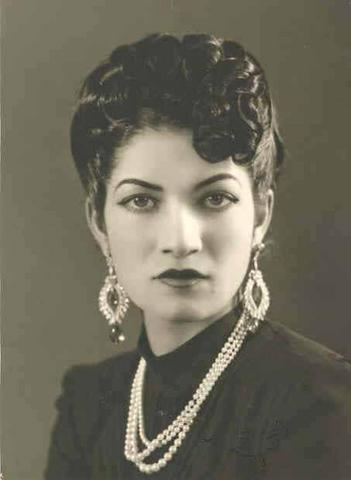
اشرف پهلوی، انقلاب ۵۷ را حاصل تبلیغات بی‌بی‌سی فارسی می‌دانست.

توهم توطئه انگلستان یک بار دیگر در جریان انقلاب ۱۳۵۷ اوج گرفت. لحن ضد آمریکایی انقلاب و گزارش‌های روزانه بی‌بی‌سی فارسی از اخبار روز به روز انقلاب برای شاه و درباریان و بسیاری از افراد مسن تردید بر جای نگذاشت که «کار، کار انگلیسی هاست». مثلاً اشرف پهلوی بر این باور بود که ناآرامی انقلاب «در خلال یک هجوم خبری مسمتر بی‌بی‌سی بر ضد شاه صورت گرفت که تقریباً وجه دیگر بود از حملاتی که چند دهه قبل بر ضد پدرم انجام شد.» مقارن شدن اوج‌گیری انقلاب با دوران نخست‌وزیری مهندس جعفر شریف‌امامی، استاد اعظم لژ بزرگ فراماسونری ایران، نشانه بر تأیید این توهم که دست انگلیسی‌ها در کار است. بسیاری از سیاستمداران و اعضای طبقه متوسط و بالا با اشاره به این سوظن ریشه دار که علما با پول هند و سیاست انگلیس مرتبط می‌دانند، حتی حرکات غرب ستیز روحانیون را نیز ساخته و پرداخته انگلیس می‌پنداشتند. برخی از توطئه پردازان بر این باور بودند که چون شاه با اجرای اصلاحات ارضی، فئودال‌های عامل انگلیس را از میان برده و به منافع آن کشور در ایران لطمه وارد کرده و یکسره کمر به خدمت آمریکا بسته بود، حالا نوبت انگستان رسیده بود تا به دست روحانیت حساب کهنه خود را با آمریکایی‌ها تسویه کند. این توهم را دار و دسته لیندون لاروش نیز در آمریکا تقویت می‌کردند. کلیه جنبش‌های اسلامی را به دستگاه جاسوسی انگلیس منتسب کرده و حتی کارتر، برژینسکی، کیسینجر، رمزی کلارک و سایروس ونس را به عنوان ستون پنجم دستگاه جاسوسی ارتش انگلیس معرفی می‌کردند که به اشاره آن دستگاه انقلاب اسلامی در ایران را به راه انداخته‌اند.
در کتاب پاسخ به تاریخ، شاه مدعی شده هدف اصلی انگلیسی‌ها از حمله به ایران در سال ۱۳۲۰، رهایی از شر پدرش بود، چون به‌واسطه لغو امتیاز نفتی، خشم آنان برانگیخته شده بود. به باور شاه، انگلیسی‌ها همراه با شرکت‌های نفتی و «روحانیون مرتجع» عملاً انقلاب اسلامی را به تلافی دفاع او از اوپک و آرمان فلسطینی‌ها طراحی کرده بودند. هم فلسطینی‌ها و هم اسرائیلی‌ها از شنیدن چنین سخنانی شگفت زده می‌شدند. شاه به هنگام مرگ مدعی شد که C.I.A به همراه M.I.6 انقلاب ۱۳۵۷ را طراحی کردند. او لفاظانه می‌پرسد: «چه کسی پول تظاهراتی را داده که شرکت کنندگانش زلف سیاه و بلوند داشته‌اند؟ این هیبت به ندرت در ایران دیده می‌شود.» وی پیدایش و گسترش حزب توده و نیز ترور ناموفق خودش توسط فداییان اسلام را به انگلیس مربوط می‌داند و می‌نویسد «ما همیشه مشکوک بودیم که مصدق مأمور انگلیسی هاست».
ویلیام سالیوان، سفیر آمریکا طی دوره انقلاب، از توضیحات شاه دربارهٔ اعتراضات مردمی کشور شگفت زده شده بود:
ناگهان همه چیز به هم ریخت. شاه تقریباً به مدت ۱۰ دقیقه، حوادثی را نقل کرد که پی در پی در کشور روی داده بودند و هر یک نیز تهاجمی علیه حاکمیت و نیروهای نظم و قانون بود. او رد آن‌ها را نه تنها بین دانشجویان بلکه بین کارگران صنعتی، اعضای جناح‌ها و دسته‌های مختلف علمای شیعه و تجار بازار هم گرفته بود. او گفت این امر حاکی از نقشه پیچیده بوده و کار خودجوش مخالفان نبوده است. سپس رو به من کرد و با لحنی تقریباً ملتمسانه گفت که خیلی به این موضوع فکر کرده و به این نتیجه رسیده که فعالیت‌ها و اقداماتی که برشمرده، صرفاً نشان از تحریک خارجی دارد. او گفت چیزی که آزارش داده این است که این تحریکات بسیاری فراتر از قابلیت‌ها و توان سازمان جاسوسی شوروی (K.G.B) بوده و قاعدتاً باید انگلیسی‌ها و سازمان سیای آمریکا نیز در آن دخیل باشند. او گفت تا حدی می‌تواند تحریکات انگلیسی‌ها را درک کند، زیرا هنوز هستند کسانی در این کشور که هرگز او را به خاطر ملی کردن صنعت نفت نبخشیده بودند… بعدش گفت چیزی که بیش از هر چیز دیگری موجب رنجش و آزارش شده، نقش C.I.A است. C.I.A چرا ناگهان علیه او وارد صحنه شد؟ مگر او چه کار کرده بود که مستحق این‌گونه اقدامات از سوی ایالات متحده باشد؟ … آیا ما و روس‌ها بر نقشه‌ای بزرگ توافق کرده بودیم که بر اساس آن ایران را نیز به عنوان بخشی از تقسیم‌بندی کلی قدرت در سراسر جهان بین خودمان تقسیم کنیم؟
به گفته عباس میلانی، شاه در شرایط بحرانی، ریشه مشکلات را نه در عوامل داخلی، بلکه در توطئه‌های خارجی سراغ می‌کرد. به همین خاطر راه حلش برای بحران هم بیشتر معطوف به این توطئه‌ها بود و کمتر به ریشه یابی یا برطرف کردن علت‌های داخلی بحران توجه داشت. شاه همه نیروهای مخالف خود را بازیچه دست نیروهای خارجی می‌دانست. می‌پنداشت که این گروه‌ها، اهرم فشار بر او، در مذاکرات مهم نفت تحت هستند. هنگامی که موج تظاهرات گسترش پیدا کرد، شاه به برخی از رهبران تیم مذاکره‌کننده ایران دستور داد با نمایندگان شرکت‌های نفتی وارد مذاکره شوند و خواسته‌هایشان را برآورده کنند. جدای از این، شاه در ماه‌های قبل از انقلاب بارها بر آن شد تا از خواسته‌های آمریکا و انگلیس آگاه شود. شاه احمد قریشی و همایون صنعتی‌زاده را (که به تصورش از معتمدان آمریکا و انگلیس بودند) را به دربار فراخواند و از هر دو پرسشی واحد داشت: «این آمریکایی‌ها از ما چه می‌خواهند؟» شاه گاهی مخالفانش را، مشتی «مارکسیست، تروریست، دیوانه و جانی» می‌خواند؛ ولی وقتی بالاخره در اکتبر ۱۹۷۸ (مهر ۱۳۵۷) با هلیکوپتری فراز تهران گشتی زد و ابعاد تظاهرات را به چشم خود دید، یکباره نه تنها دلزده که سخت نگران شد. تردیدی نداشت که تنها به تمهید خارجی‌ها چنین تظاهرات گسترده و انسجام‌یافته، سازمان یافته بود. همان شب با سفیران آمریکا و انگلیس دیدار کرد. می‌گفت کشورهای متبوع دو سفیر مسئول وضعیت ایران هستند. به زبانی تلخ و پر طعنه از دو سفیر پرسید: «مگر من با شما چه کرده‌ام؟». می‌گفت خیانت غربی‌ها به او و ایران همانند خیانتی که در کنفرانس یالتا (که منجر به واگذاری اروپای شرقی به شوروی شد) است. در سال ۱۹۷۸ (۱۳۵۷) شاه و بسیاری از مقامات عالیرتبه رژیم پهلوی، ارزیابی غلوآمیزی از قدرت آمریکا و انگلیس داشتند. گمان داشتند که این دو کشور می‌توانند همه اتفاقات در ایران و اکثر جهان را نه تنها کنترل، که تنظیم کنند. اگر در یکی از رسانه‌های غرب به ویژه بی‌بی‌سی گزارشی در نقد شاه پخش می‌شد، همین یک گواهی متقاعدکننده بود که غرب برای ایران نقشه‌ای نو کشیده و شاه دیگر ضربه پذیر شده است. کار نگرانی از نقش بی‌بی‌سی در تقویت و ترویج مخالفت با رژیم به جایی رسید که برخی از سران نیروی هوایی به شاه توصیه کردند که شبی با استفاده از جنگنده‌های نیروی هوایی، دکل مخابراتی بی‌بی‌سی را ویران کنند. جورج بال در گزارشی به ایالات متحده پیرامون روحیات سیاسی ایرانیان مدعی می‌شود که بنابر ذهنیت ایرانیان در مورد نقش دست‌های خارجی و جایگاه ویژه آن، آمریکا (و دیگر دولت‌های خارجی) مسئول مشکلات عدیده ایرانی شمرده می‌شود. بال می‌گفت در ایران همه نیروها منتظر علامتی از آمریکا هستند.
در دوران مهاجرت محمدرضاشاه پهلوی (بعد از ۲۷ دی ماه ۱۳۵۷)، شاه برای مدتی اتفاقات ایران را دنبال می‌کرد. به گفتهٔ خودش «حتی در چند ماه اول مهاجرت گمان داشتم که کشورهای غربی برنامه‌ای دارند. طرحی وسیع در نظر دارند که به کمک آن، جلوی کمونیسم را بگیرند و بساط خارجی ستیزی ای را که در ایران به قدرت رسیده بود برخواهند انداخت». بسیاری از دوستان و هواداران شاه نیز به همین توهم دچار بودند. آن‌ها به خود اطمینان می‌دادند که «آمریکا حتماً برنامه‌ای دارد. ممکن نیست بگذارند کشوری مثل ایران به دست نیروهای نا اهل بیفتد. به سبب همین فرضیه بود که بسیاری از ارتشی‌ها و وزیرهای دوران شاه در ایران ماندند و در برابر موج فزایندهٔ انقلاب، قرار را بر فرار، ترجیح دادند. حتی دشمنان شاه نیز به این قضیه می‌اندیشیدند… مرتضی مطهری می‌گفت «آمریکا هرگز اجازه نخواهد داد که در ایران انقلاب به پیروزی برسد… برای آمریکا ایران همان گونه واجب است که آب برای حیات انسان… آمریکا هرگز نمی‌تواند از نفت ایران دست بشوید».

### علمای شیعه و قدرت‌های جهانی

از کلینی تا خمینی. این کتاب تحت تأثیر افکار توهم توطئه نگاشته شده است.

در دهه ۱۹۸۰ میلادی، شجاع الدین شفا، معاون سابق وزارت دربار در زمینه امور فرهنگی، نظریه توطئه دیگری را پرورد که پایه‌های آن بر اساس آخرین کتاب محمدرضا پهلوی (پاسخ به تاریخ) بود و در آن، ملقمه عجیبی از آخوندهای شیعه، چپی‌ها، رسانه‌های غربی، کمپانی‌های نفتی بزرگ و دولت‌های ایالات متحده و انگلیس با هم متحد شده تا توسعه سریع ملت ایران را نابود سازند. از نگاه او، در دهه ۱۹۷۰ میلادی، اتحاد بزرگی از شرکت‌های نفتی بزرگ، سرویس‌های جاسوسی ایالات متحده، انگلیس و شوروی و اسرائیل، از علماء شیعه بهره بردند تا با نیروی انقلاب اسلامی، توسعه ایران را متوقف کرده و از ورود آن به کشورهای توسعه یافته (northern club) جلوگیری کنند.

## بعد از انقلاب اسلامی
پس از انقلاب و استقرار جمهوری اسلامی سوظن‌های تئوری توطئه به کار آمد. افکار عمومی متقاعد شده بود که C.I.A قادر و مایل به انجام کودتا و سرنگونی دولت انقلابی است. شبح کودتا برای تسخیر روابط آمریکا و ایران وارد عمل شده بود. در اسفند ۱۳۵۹، هنگامی که بیش از ۱۰۰ هزار نفر برای گرامی داشت درگذشت مصدق و درخواست تشکیل جمهوری دموکراتیک به جای جمهوری اسلامی در دانشگاه تهران گردهم آمدند، سیدعلی خامنه‌ای به شکل تهدید آمیز گفت: «ما مثل آلنده و مصدق لیبرال نیستیم که C.I.A بتواند [ما را] سرکوب کند.»

### روح‌الله موسوی خمینی
در دیدگاه‌های روح‌الله خمینی، اقلیت‌های مذهبی، به‌ویژه یهودی‌ها، نشانهٔ شومی و نحسی، شناخته می‌شوند. او یهودی‌ها را متهم به تحریف اسلام، ارائه تفسیر غلط از قرآن، آزار و زندانی کردن روحانیون، طرفدارای از ماتریالیسم تاریخی، تحریک و راه‌اندازی انقلاب سفید، تمجید از عاملان کشتار ۱۹۶۳ میلادی، کنترل وسایل ارتباط جمعی و البته کنترل اقتصاد جهانی نمود. او یهودی‌ها را جاسوس و ستون پنجم امپریالیسم می‌دانست. به آن‌ها به عنوان قدرتی واقعی که در پشت توطئه‌های امپریالیسم قرار دارند، نگاه می‌کرد: «هدف واقعی آنها، تشکیل دولت یهود است». او اضافه می‌کرد که اگر به این هدف می‌رسیدند، خطرناک بود، چون یهودی‌ها مردمانی پرانرژی و زیرکی هستند. خمینی همچنین بهائیت را به عنوان یک «توطئه براندازانه» محکوم کرد و گفت که در اصل به وسیلهٔ بریتانیا بناگذاری شده، اما حالا به وسیلهٔ اسرائیل و آمریکا کنترل می‌شود. او می‌گفت «همانگونه که شوروی حزب توده را کنترل می‌کند، ریگان هم از بهائی‌ها حمایت می‌کند. بهائیت یک مذهب نیست، بلکه یک سازمان مخوف است که برای براندازی جمهوری اسلامی، توطئه‌چینی می‌کند.»
پیروان خمینی هم به دیدگاه‌های او معتقد بودند. یک آخوند سرشناس، اعلامیه‌ای صادر کرد و در آن به مؤمنین یادآور شد که سوره ۵، آیه ۵۶، قرآن هشدار داده که با یهودی‌ها و مسیحی‌ها دوستی نکنند. روحانی، زندگی‌نامه‌نویس اصلی خمینی، اظهار داشت که ساواک دستور داده بود، آن‌هایی را که به خود جرئت می‌دهند تا از سرمایه‌داران یهودی مانند «نسلون راکِفِلر» انتقاد کنند، بکشند. ساعدی، آخوندی که زیر شکنجه در سال ۱۹۷۰، در زندان جان سپرد، موعظه می‌کرد که یهودی‌ها، مثل لیندون جانسون، آمریکا را اداره می‌کنند. همچنین موعظه می‌کرد که بهایی‌ها، قدرت اقتصادی در ایران را به دست گرفته‌اند، و شاه دست در دست بهایی‌ها و کمونیست‌ها، علیه مسلمان‌های حقیقی عمل می‌کند. در همان موقع خامنه‌ای ادعا کرد که شرق و غرب، با هم علیه ایران توطئه کردند و برای جلب حمایت حکومت تهران، با یکدیگر رقابت می‌کنند.
کیهان هوایی نوشت که بهایی‌ها، همیشه مزدور قدرت‌های بیگانه بوده و برای آنها، کار کرده‌اند، نخست تزارها، سپس برای بریتانیا و عثمانی‌ها، حالا هم برای آمریکایی‌ها و اسرائیلی‌ها. روزنامه اطلاعات، احمد کسروی را به رضاشاه و رضاشاه را به توطئه امپریالیسم بین‌المللی ربط می‌داد. همین روزنامه بحث می‌کرد که ملی‌گرائی غیرمذهبی یک ایدئولوژی بورژوایی است که به وسیله امپریالیسم به وجود آمده تا بذر نفاق در جهان اسلام بیفشاندو مردم را از روحانیت جدا سازد.
در کتاب‌های درسی تاریخی، بهائی‌گری، یک توطئهٔ سیاسی توصیف شده که به وسیلهٔ امپریالیست‌های اروپایی قرن نوزدهم، به قصد از میان بردن وحدت مسلمین، درست شده است.
در یک میتینگ عمومی در سال ۱۹۹۰، توسط جمهوری اسلامی ترتیب داده شده بود، ادعا کردند که مارکسیسم، توطئه یهودی‌ها است و کتاب آیات شیطانی سلمان رشدی، بخشی از طرح توطئه اسرائیل برای نابودی اسلام است.
کیهان هوایی، در یک سری مقالات بلند، دربارهٔ امپریالیسم نوشت که برخی از نویسندگان تاریخ گمان می‌کنند که گذشته را مردان بزرگ می‌سازند و برخی وقایع را مردان عادی. اما حقیقت آن است که نیرویی واقعی در پشت همه رویدادهای توطئه‌گران، به خصوص فراماسونرها و یهودی‌ها یا هردو، هستند. این توطئه‌ها، شامل بازگشت خانوادهٔ استوارت به قدرت در انگلیس، تقسیم لهستان، امپراتوری عثمانی و انقلاب‌های فرانسه، روسیه و استقلال آمریکا را پدیدآورد. در این مقاله ادعا شده که انقلاب بلشویکی، به عنوان جزئی از طرح کلی یهودی‌ها برای تسلط بر سراسر جهان بود. نویسنده در این مقاله، پروتکل بزرگان صهیون، جریان یافتن طلای یهودی‌ها به داخل روسیه و پنهان کردن آن در زیر خاک، اصل و نسب مارکس، تروتسکی، کامنف، زینونف را به عنوان شواهد ادعای خود مطرح کرد. حتی استالین هم، جزئی از این توطئه شمرده شد، چرا که زنش، یهودی بود. این اشخاص مسئول تعقیب و آزار مسلمانان در آسیای مرکزی بودند. این طرح‌های توطئه می‌بایستی به تأیید لویی چهاردهم و تزار نیکولای دوم رسیده باشد.
آبرهامیان خاطرنشان می‌کند که کیهان هوایی، روزنامه سطح‌بالای سیاسی است که برای نورچشمی‌های جمهوری اسلامی (تحصیل‌کردگان خارج از کشور) چاپ می‌شود. از اینرو، این‌گونه خیال‌بافی‌ها را نبایستی به حساب یاوه‌سرائی گذاشت.

### سید علی خامنه‌ای
سرژ میشل و پائولو وودز بر این باورند که سخنرانی‌های رهبر جمهوری اسلامی مجموعه‌ای است از «تهدیدها و شعارهای تو خالی» که با اعتقاد بر تئوری توطئه و روحیهٔ شدید ضد آمریکایی همراه است، او همه جا «دسیسهٔ دشمنان» را می‌بیند و قدرت‌های خارجی به ترتیب «مستکبر»، «شیطانی»، «آزمند»، «منفور»، «واپس‌گرا»، «برتری‌طلب»، «سرطانی»، «ستمکار»، «زهرآگین» و «تجسم شیطان» توصیف می‌شوند. این صفات هم به دولت‌های غربی و هم سرویس‌های اطلاعاتی‌شان سیا، موساد، اینتلیجنت سرویس، اطلاق می‌شود.

### قتل‌های زنجیره‌ای
در ۶ دی نیز روزنامه جمهوری اسلامی نوشت که قتل‌های زنجیره‌ای ایران، توطئه‌ای است که نیروهای امنیتی نظام، در معرض حمله قرار گیرند و به سهل‌انگاری، سوءمدیریت، ناتوانی و بی‌کفایتی متهم شوند. تا ساختار امنیتی کشور از حالت فعال خارج شده و در موضع انفعالی قرار گیرد. در ۲ دی‌ماه ۱۳۷۷، روزنامه رسالت با انتشار یادداشتی از محمدکاظم انبارلوئی قتل‌های زنجیره‌ای را کار عاملان سازمان سیا و پنتاگون دانست که در پوشش گروه‌های توریستی به تهران رفت‌وآمد دارند. گرچه اطلاعیه تاریخی وزارت اطلاعات (۱۵ دی‌ماه ۱۳۷۷) نشان داد که قاتلان از اعضای نهادهای امنیتی جمهوری اسلامی بودند، اما بخشی از حکومت ایران همچنان کوشید تا سناریوی دخالت خارجی را حفظ کند و بالاخره در ماه‌های بعد سناریوی خارجی کردن قتل‌ها، بررسی پرونده را به مسیری دیگر کشاند که حتی به شکنجه متهمان بازداشت شده نیز انجامید.

### اسیدپاشی زنجیره‌ای
در سال ۱۳۹۳ در پی حادثه اسیدپاشی‌های زنجیره‌ای در اصفهان، برخی از مقامات جمهوری اسلامی آن را توطئهٔ دستگاه‌های اطلاعاتی اسرائیل می‌دانند. برخی اظهار نظرهای مسئولین دولتی مبنی بر این است که چون اسیدپاشی‌ها در اصفهان هم‌زمان با بررسی طرح «حمایت از آمرین به معروف و ناهیان از منکر» در مجلس صورت گرفته، به نظر می‌رسد عاملان این کار یا با حمایت مستقیم از سرویس‌های جاسوسی بیگانگان حرکت می‌کند یا جاهلانه در زمین دشمن بازی می‌کنند. برخلاف این اظهارات، از ابتدای مهرماه سال ۱۳۹۳ چهار مورد اسیدپاشی به صورت و بدن دختران و زنان در اصفهان گزارش شده که دست‌کم دو مورد آن پیش از بررسی طرح یاد شده بوده است.

### دیگر تئوری‌دهنده‌ها
- حسن عباسی، رئیس اندیشکده یقین (مرکز برسی‌های دکترینال) در سال ۱۳۹۱ دربارهٔ کارتون معروف «یوگی و دوستان» که قصه چند شخصت کارتونی و یک کشتی پرنده است، گفته بود این سریال «توهین به نوح» یا دربارهٔ انیمیشن مطرح «باب اسفنجی» گفته بود این پویانمایی کودکان را لیبرال بار می‌آورد.[۳۵]
- علی‌اکبر رائفی‌پور در یک سخنرانی گفته بود ۲۳۶ سال پیش در نقش و نگار پول دلار، نشانه‌های وجود دارد که طرح حمله به برج‌های دوقلوی نیویورک پیش‌بینی شده بود، در اهرام ثلاثه مصر نشانه‌هایی از فراماسونری، صهیونیزم و شیطان‌پرستی وجود دارد، هدف ساخت کارتون‌های تام و جری و میکی‌ماوس والت‌دیسنی محبوب کردن یهودی‌ها بوده است، شلوار «جین» از مفهوم جن و کفش پاشنه‌بلند نماد سُم جن است و در نهایت گفته بود مایکل جکسون، نمرده است.[۳۶]

## نظریه‌های توطئه شیطانی
بنا بر نظریه‌های شیطانی، ناکامی ایران در دستیابی به جایگاه «طبیعی» سیاسی، نظامی، فرهنگی و مذهبی برتر خود نتیجه توطئه نیروهای جهانی خصم، «غربزدگی یونانی،» فراماسونری، صهیونیسم، بهایی و حتی روحانیت شیعه است.

### مثلث فراماسون‌ها، بهائیان، و صهیونیست‌ها

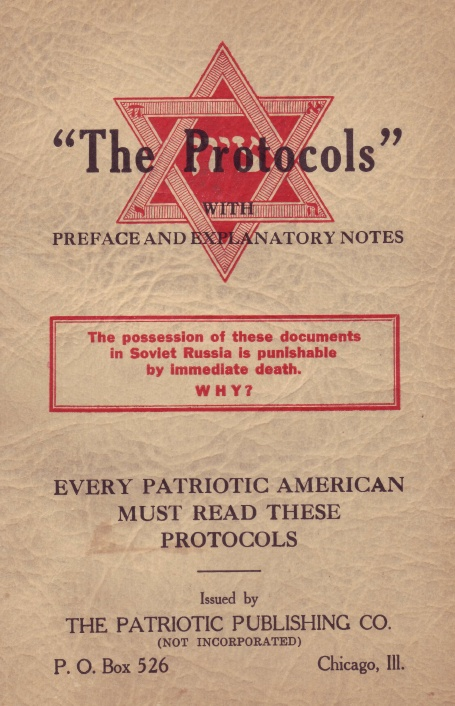
کتاب پروتکل بزرگان صهیون سالهاست که همچنان تجدید چاپ می‌شد. در تصویر نمونه چاپ شده در آمریکا در سال ۱۹۳۴ دیده می‌شود.

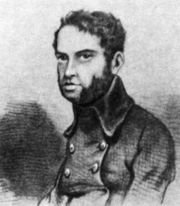
دیمیتری ایوانوویچ دالگوروکف

باور معمولی در ایران وجود دارد که گروه‌هایی از قشرها نخبه جامعه در لژهای فراماسونری گرد هم می‌آیند تا تحت کنترل انگلیسی‌ها نقشه‌های مخفی انگلیسی‌ها را برای کنترل دنیا جلو ببرند. گروه‌هایی که عمدتاً مورد اتهام فراماسون بودن قرار می‌گیرند عبارتند از درباریان سابق، زمین داران، سران قبایل، روشنفکران، علمای دینی تراز اول، تاجران ثروتمند، رهبران سیاسی و اکثر سیاستمداران شامل نمایندگان مجلس و اعضای کابینه. نقش فراماسونهای سرشناسی همچون سید جمال‌الدین اسدآبادی، میرزا ملکم خان، نظام الدوله، و حسن تقی‌زاده در انقلاب مشروطه به عنوان شاهدی بر این مدعا گرفته می‌شود که «همچون انقلاب فرانسه» به وسیله فراماسون‌ها و روشن‌ضمیران طرّاحی شده است. همچنین این باور وجود دارد که فراماسون‌ها نقش مهمی درآوردن پهلوی‌ها به قدرت بازی کرده‌اند.
اعتقاد به توطئه پیروان آیین بهائیت بر پایه سندی جعلی منسوب به شاهزاده دیمیتری دلگروکف (معروف به کینیاز دالگورکی)، سفیر کبیر روسیه در ایران در سال‌هایی ۱۲۷۰–۱۲۶۳ است. این سند مدّعی است شاهزاده بابیت و بهائیت را به منظور تضعیف تشیع و به‌طور کلی تضعیف ایران به وجود آورده است. این سند در تهران در اواخر دهه ۳۰ میلادی پخش شد و از آن به بعد در مباحثات مسلمانان به‌طور وسیعی برای اثبات اینکه بهائیان توسط روس‌ها، و بعد انگلیس‌ها یا آمریکایی‌ها یا هر دو کنترل می‌شدند استفاده می‌شد. علاوه بر این، از آنجایی که دفتر مرکزی این آئین در شهر حیفا قرار گرفته است، آئین بهایی توسط برخی، یک سازمان صهیونیستی در نظر گرفته می‌شود تا یک مذهب. برخی نویسندگان حتی آن را با فراماسونری و بنیادگرایی اسلامی مرتبط دانسته‌اند. بهاییان به علاوه متهم به حمایت مالی از انقلاب اسلامی هستند.
آنهایی که اعتقاد به توطئه جهانی یهودیان برای سلطه بر جهان را دارند، دلیلشان را بر پایه پروتکل بزرگان صهیون قرار می‌دهند، که سندی است که ابتدا توسط پلیس سزاری جعل شد ولی هنوز به‌طور وسیعی به عنوان اصل در خاورمیانه مورد قبول است. در میان ایرانیان برخی بر این باورند که توطئه صهیونیست‌ها پشتیبان حکومت «ظالمانه» شاه بود. به عنوان مثال سربازانی که «هزاران» انسان بی گناه را در میدان ژاله در جمعه سیاه کشتند را اسرائیلی فرض می‌کنند. برخی گفته‌اند اسرائیل از انقلاب اسلامی حمایت کرده است تا با جایگزینی شاه با یک «رژیم ضعیف و وابسته» بتواند تنها رقیب خود در سلطه همه‌جانبه بر منطقه را ضعیف کند. در سال ۱۳۵۸ اعلامیه‌هایی بر دیوارهای تهران نقش بست که از تشکیل سازمانی برای مبارزه با توطئه‌های صهیونیسم، بهائیت و فراماسونری خبر می‌داد.
همچنین برخی نویسندگان ایرانی یهودیان و فراماسون‌ها را متهم به توطئه در یونانی کردن دنیا نموده‌اند. رابطهٔ پریشان بین ایران و قدرت‌های غربی از عهد باستان تاکنون به عنوان عاملی برای روی آوردن به سوی این نظریه توطئه شناخته می‌شود.

### اروپای مسیحی

علی شریعتی معتقد بود که ظهور صفویان و جنگ مداوم با عثمانی، از توطئه‌های ملل اروپایی است.

یکی از مضامین اساسی در توهم توطئه، دسیسه‌های شیطانی غرب از زمان جنگ‌های صلیبی است. بسیاری از روشنفکران مسلمان در ایران (به ویژه روح‌الله خمینی، مرتضی مطهری، جلال آل‌احمد و علی شریعتی) معتقد بودند که غرب مسیحی، جلوی گسترش اسلام و ملت پیشتاز آن، ایران شیعی را گرفت. باور این گروه بر آن است که ملل مسیحی برای چیرگی بر جهان اسلام، اضمحلال امپراتوری عثمانی را راس توطئه چینی‌های خود قرار داده و برای نیل به این هدف به تفرقه میان مسلمانان همت گماشته است. به باور علی شریعتی، تأسیس دولت صفوی در برابر امپراتوری عثمانی یکی از بزرگ‌ترین توطئه‌ها است تا با برانگیختن جنگ‌های مداوم میان دو امپراتوری، جهان اسلام را تضعیف کنند. ملل مسیحی همچنین از اسرائیل و صهیونیسم جهانی حمایت کردند و به شست‌وشوی مغزی نسل‌های جوان مسلمان پرداختند. خمینی رمان آیات شیطانی را بخشی از توطئه برای تخریب چهره اسلام شمرد.

## پیامدهای باور به تئوری توطئه در ایران
اعتقاد به اینکه همیشه توطئه‌ای علیه ایران چیده شده است، تأثیرات بسیاری بر فرهنگ سیاسی ایران داشته است. اولین اثر آن این بوده که مصالحه برای ایرانیان بدنام شده است. مصالحه کردن عصارهٔ سیاست مبتنی بر شورا است و در مقابل بازی مجموع-صفر قرار دارد و از ظهور بازندگان ناخشنود که در اولین فرصت به دنبال انتقام جویی هستند جلوگیری می‌کند. اما در فارسی، واژه معادل مصالحه، یعنی سازش، معنای خود فروشی یا حتّی خیانت را القا می‌کند. در ایران مرسوم است سیاستمداران و ناظران سیاسی رقبای خود را به تبانی با بیگانگان متهم می‌کنند و این مسئله سد راهی برای مصالحه با طرف‌های خارجی است؛ چرا که در این سیستم هر گونه بده بستانی با آن طرف مرز مساوی با تضعیف وجهه ملی شخص مذاکره‌کننده است. از دیگر تأثیرات تئوری توطئه در حوزه سیاسی به حاشیه راندن اقلیت‌های قومی، مذهبی، و زبانی است.
از دیگر نتایج باور به تئوری توطئه در سطح ملی این است که تاریخ کشور به صورت درست نشان داده نمی‌شود. چرا که کتاب‌هایی که مملو از نظریات توطئه هستند از کتاب‌های تاریخی که به سبک علمی نوشته می‌شوند پر طرفدارتر خواهند بود. در نتیجه مثلاً به جای آنکه سابقه تاریخی ایران به عنوان مجموعه‌ای بارور شده از فرهنگ‌های گوناگون معرفی شود، از آن به عنوان قربانی همیشگی بیگانگان سنگدل یاد می‌شود.
به گفته محمد جواد ظریف یکی از مضرات تئوری توطئه این است که وقتی انسان وارد ورطه تئوری توطئه شد، از آن ورطه خلاصی ندارد و همه چیز را در قالب توطئه می‌بیند. در نتیجه نمی‌تواند چیزی را تحلیل کند. به اعتقاد ظریف اصولاً هر نظریه‌ای برای این خوب است که به تحلیل بهتر ما کمک کند. اما نظریه توطئه کمکی به تحلیل نمی‌کند. به همین دلیل ظریف توصیه می‌کند تا جایی که می‌توانیم واقعیتی را تفسیر کنیم بی جهت به دنبال تئوری توطئه نرویم.

## مقابله
هوشنگ شهابی شروع افول تئوری توطئه را در طنز و فکاهی می‌داند. به گفته شهابی وقتی رمان دایی جان ناپلئون و به دنبال آن سریال تلویزیونی برگرفته از آن منتشر شد، ایرانیان برای اولین بار به عقاید توطئه محور یک وطن‌پرست پریشان خیال خندیدند. شهابی معتقد است وقتی به یک عقیده می‌خندیم به این معنی است که دیگر آن را بی چون و چرا قبول نمی‌کنیم. علاوه بر این پیروزی انقلاب اسلامی و به دنبال آن اشغال سفارت آمریکا به مردم ایران درست بودن جمله معروف «آمریکا هیچ غلطی نمی‌تواند بکند» را نشان داد. این اتفاق و رویدادهایی از این دست مانند باز پس‌گیری خرمشهر به مردم ایران ثابت کرد که آن‌ها دیگر در مقابل توطئه‌های بیگانه عاجز نیستند و می‌توانند آن‌ها را دفع کنند؛ و بدین ترتیب ذهنیّت شکست ناپذیری توطئه‌های خارجی رو به کمرنگ شدن گذاشت. شهابی همچنین فضای آزاد علمی در در دوران اصلاحات را که منجر به نشر آثار نویسندگانی همچون احمد اشرف و یرواند آبراهامیان [در نقد تئوری توطئه] شد در این امر مؤثر می‌داند.

## انتقادها
اینکه گفته می‌شود توهم توطئه نوع بیماری است، بدین معنا نیست که اساساً هیچ توطئه‌ای در هیچ موردی در کار نیست و آنچه توطئه خوانده می‌شود، همه از باب خواب و خیال و توهّم است. بلکه منظور آنست که مقوله توطئه را به دو گونه می‌توان بررسی کرد: یکی برخورد آفاقی و علمی و دیگری برخورد انفسی و عاطفی و بیمار گونه. دربرداشت علمی، توطئه به عنوان فرضیه‌ای در نظر می‌آید که قابل ردّ یا اثبات است و در پرتو داده‌های عینی و اسناد و مدارک تاریخی و بدون جانب‌داری عاطفی مورد بررسی و تحلیل قرار می‌گیرد. حال آنکه توهم توطئه از اعتقاد راسخ و جزمی و تعبدی است و در قلمرو بررسی و تحلیل علمی قرار نمی‌گیرد.
برخی اندیشمندان استفاده بیش از حد از «نظریه توطئه» را مورد انتقاد قرار داده‌اند و دیدگاهی میان حد تفریطی (که هیچ حادثه‌ای ناشی از توطئه نیست) و افراطی (که همه چیز ناشی از توطئه است) را توصیه کرده‌اند. در نتیجه در تحلیل‌های سیاسی نباید از وجود فرایندهای پنهان سیاسی غافل ماند بلکه با رویکردی جستجوگرانه به عمق رویدادهای سیاسی نگریست و پنهان مؤثر در رویدادها را در کنار نشانه‌های آشکار این پدیده‌ها مورد بررسی قرار داد.